# Trenes Especiales Argentinos
Pour les articles homonymes, voir TEA.
Trenes Especiales Argentinos (TEA) est une ancienne société anonyme argentine de chemin de fer. Elle a exploité une partie du chemin de fer General Urquiza en concession jusqu'en décembre 2011. 

## Histoire
Depuis son terminus à la gare de Federico Lacroze, dans la ville de Buenos Aires, TEA assurait des services de transport en commun longue distance vers la Mésopotamie argentine, avec la gare terminale de Posadas dans la ville de Posadas, province de Misiones, à la frontière avec le Paraguay.
Cette société assurait le service appelé El Gran Capitán, qui avait des arrêts intermédiaires dans les villes de Zárate, dans la province de Buenos Aires ; Basavilbaso et Villaguay, dans la province d'Entre Ríos ; Monte Caseros et Santo Tomé, dans la province de Corrientes. La durée totale du trajet était d'environ 26 heures, avec quatre services hebdomadaires, deux ascendants et deux descendants.
Le service était assuré par une locomotive General Motors G22 appartenant à la compagnie et plus tard par des G22 ou General Electric U13 appartenant à ALL (América Latina Logística). En ce qui concerne les voitures, des voitures Fiat Materfer CT (deuxième classe), P (première classe), PA (Pullman avec air conditionné, dans ce cas Hitachi), DA (dortoirs avec air conditionné, Fiat Concord) et RA (Restaurant avec air conditionné) ont été utilisées. À cela s'ajoutent les Van Cars (qui permettent d'expédier de gros paquets ou colis).
Le 11 novembre 2011, le dernier Grand Captain de TEA est monté. Lorsqu'il a tenté de revenir, les conducteurs du train l'arrêt à la gare de Caza Pava (Corrientes) et se sont enfuis dans une camionnette. Depuis lors, le syndicat des conducteurs de train (La Fraternidad) a refusé de collaborer à l'exploitation du train, invoquant des déficiences techniques et juridiques de l'opération, la laissant définitivement suspendue, juste au moment où la haute saison commençait et où le train devait circuler dans sa intégralité. Ce retrait surprenant a été entériné par le Secrétariat national des transports et le gouvernement provincial de Corrientes par le biais du décret no 3010 du 15 décembre 2011, qui a dénoncé TEA pour avoir fourni « un service au public pour lequel elle n'est pas autorisée et qui n'a pas non plus respecté l'ordre public en matière de sécurité ferroviaire, soumettant les citoyens à un risque permanent pour leur intégrité physique, comme le signale la Commission nationale de régulation des transports »,.
Afin de couvrir cet itinéraire, le gouvernement national, par l'intermédiaire du secrétaire aux transports, a décidé de mettre en service un service de train entre la ville de Pilar, province de Buenos Aires, et Apóstoles, province de Misiones. Ce nouveau service était exploité par Trenes de Buenos Aires par l'intermédiaire de Operadora Ferroviaria Sociedad del Estado.
En 2014, par l'intermédiaire du secrétaire aux transports, TEA commence à redonner de la valeur à ses chemins de fer. Depuis 2013, des travaux ont été réalisés dans les ateliers de l'entreprise à Paraná sur plusieurs fronts : remise à neuf et récupération de voitures Fiat et réparation de voitures Materfer pour la construction d'El Gran Capitán.
Au cours de l'année 2016, des rumeurs commencent à circuler sur le fait que TEA allait recommencer à exploiter le train, car elle a entamé un dialogue avec le gouvernement national actuel pour remettre le train en service à l'avenir. En mai 2017, l'entreprise a été expulsée de sa base et du hangar ferroviaire situé dans la gare Federico Lacroze en raison des travaux que le gouvernement de Buenos Aires a entamés et ouverts dans ces locaux (ouverture et prolongement de l'avenue Triunvirato jusqu'à l'avenue Lacroze et construction de bâtiments dans l'ancienne gare ferroviaire). En 2017, la province de Corrientes annule le contrôle et la concession de TEA sur les formations ferroviaires appartenant à la province que l'entreprise exploitait jusqu'en 2011 dans la FFCC Urquiza (situées aujourd'hui à Gob Virasoro - Corrientes - et Federico Lacroze - Buenos Aires -), les laissant sans concessionnaire en charge.